# Higgins Canyon
Higgins Canyon är en dal i Antarktis. Den ligger i Västantarktis. Inget land gör anspråk på området.